# 第一次キューバ独立戦争
第一次キューバ独立戦争は、1868年から1878年にかけてキューバにて行われた独立戦争である。十年戦争（英語：Ten Years' War, スペイン語：Guerra de los Diez Años）とも呼ばれている。
1868年10月10日に砂糖工場所有者のカルロス・マヌエル・デ・セスペデスは行動を開始し、スペイン帝国からの独立を宣言した。

## 背景
1867年に入ると植民地政府は一転して反動的・伝統主義的な政策を推し進めて大幅な増税を行い、自由主義的な改革も排除されていった。同年7月に最も裕福なプランテーション所有者であるフランシスコ・ビセンテ・アギレラによってスペイン帝国からの独立を目指すための改革委員会が設立された。蜂起は10月14日に計画されていたが、スペイン人が計画を察知したために予定より早めなければならなくなった。

## 戦争の経緯
10月10日に砂糖工場所有者のカルロス・マヌエル・デ・セスペデスは37人の同志と共に行動を開始した。まず自分の工場の奴隷を解放して147人の反乱軍を組織した。ヤラを制圧したセスペデスはスペインからの独立と奴隷の解放を宣言した。この動きは数日間でほとんど鎮圧されたが、バヤモに急行して反乱軍の拠点を確保する事に成功した。オリエンテ州の様々な地域で支持を得て、独立運動はキューバの東部地域全体に広がり続けた。10月の終わりまでに、暴動参加者は約12,000人にまで増加していた。
その同じ月に優れた軍事的才能を持ち、かつてドミニカ共和国のスペインからの独立戦争を戦ったマクシモ・ゴメスが農民を山刀（マチェテ）で武装させて待ち伏せて接近戦を挑むという作戦を考案した。スペイン軍兵士はキューバ軍兵士と違い、子供の頃に黄熱病の免疫を獲得していなかったので、大きな損失を受けた。1870年6月にはゴメスはオリエンテ地区の司令官に就任した。
反乱軍の拠点となったバヤモは3ヶ月後の1869年1月12日にはスペイン軍が奪還したが、市民によって市内は焼き払われていた。東部の蜂起に続き、2月頃には中部のカマグエイ州でも反乱行動が開始された。各地の反乱軍・独立運動家が集結してカマグエイ州で開催された議会は4月10日に共和国憲法を発布し、12日にセスペデスを初代大統領に選出した。
セスペデスは西部侵攻作戦を進めていたオリエンテ軍司令官のゴメスを1872年6月に命令違反から左遷するも、1873年10月27日に保守勢力が多数派を占める議会の席で、敵対姿勢を取った事で独裁的権力が強く批判されて失脚。ゴメスは軍務に復帰して西部侵攻作戦を再開したが、議会からの圧力もあって作戦は中止される。
新たにスペイン軍総司令官に就任したアルセニオ・マルティネス・カンポスは後退を続ける反乱軍に対して停戦と和解の方針を打ち出し、1878年2月10日についに停戦協定が締結された。協定では財務状況を改善するための様々な改革が約束され、奴隷制度の廃止も合意された。10年間の戦争で約20万人が命を失った。
この戦闘が終結した17年後の1895年2月24日に第二次キューバ独立戦争が勃発し、1898年4月25日にアメリカ合衆国が介入して米西戦争に発展した。同年12月10日のパリ条約により、キューバの独立が承認された。